# Bataille de Noheji
Guerre de Boshin

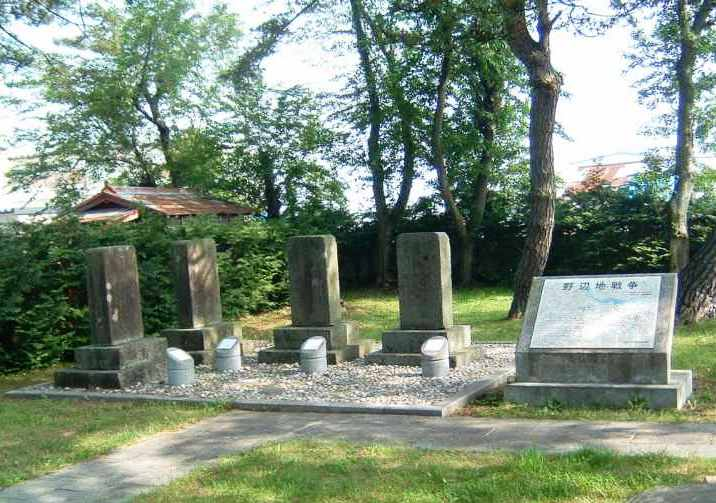
Mémorial de la Bataille de Noheji, Aomori.

La bataille de Noheji (野辺地戦争, Noheji sensō) est une bataille mineure de la guerre de Boshin au Japon qui s’est déroulée le 7 novembre 1868. Elle est considérée comme une partie de la grande bataille d’Aizu.

## Contexte
Le 20 septembre 1868, l’« alliance du Nord » pro-shogunate, l’Ōuetsu Reppan Dōmei, fut fondée à Morioka, capitale du clan Nambu, qui dominait le domaine de Morioka. Le territoire de Nambu s’étendait le long de la moitié nord-est de la province de Mutsu, près de la péninsule de Shimokita. Le nord-est de la province de Mutsu était dominé par les rivaux héréditaires du clan Nambu, le clan Tsugaru du domaine de Hirosaki, qui contrôlaient aussi le domaine de Kuroishi.
Les Tsugaru se sont d’abord ralliés aux forces pro-impériales de l'alliance Satchō, et ont attaqué le domaine voisin, Shōnai. Assez indécis, ils sont brièvement devenus membres de l’Ōuetsu Reppan Dōmei, avant de rejoindre pour des raisons peu claires la cause impériale quelques mois plus tard. 
Le village de Noheji (aujourd’hui dans la  préfecture d’Aomori) était un port important du clan Nambu dans la baie de Mutsu. Il était défendu par une garnison d’environ 400 hommes du domaine de Hachinohe après la défection des Tsugaru vers le camp impérial. Le port a été bombardé par le vaisseau de guerre Shunyo-maru du domaine de Kubota commandé par Kuranosuke Nakamuta du domaine de Saga le 10 septembre, mais il y eut peu de dommages rapportés.

## La bataille
Le 23 septembre, quelques heures avant l’aube, une force de 180 hommes des domaines de Hirosaki et de Kuroishi, divisée en trois compagnies, a convergé sur Noheji. Elle capture le village de Makado qu’elle incendie, détruisant 64 maisons et un temple bouddhiste.
En réponse, la garnison de Nambu à Noheji se dirige vers le village en feu. Avec un succès mitigé, les forces de Nambu essayent d’encercler les attaquants de Tsugaru, pour les empêcher de s’enfuir. Dans la mêlée qui s’ensuit, les forces de Tsugaru pénètrent le village, jusqu’à voir les quartiers généraux de la garnison de Nambu ; mais avec la mort de leur chef, Nagayoshi Kojima, elles battent en retraite.
Le décompte du nombre des victimes de la bataille est dicutable. Basé sur le nombre de tombes au cimetière de Noheji, au moins 27 hommes des deux camps ont péri et ont été enterrés dans la ville. Dans les registres officiels du domaine de Hirosaki, le clan Tsugaru a perdu 29 hommes, et les registres semblables du clan Nambu indiquent des pertes de 45 hommes du côté de Nambu.

## Conséquences
Avec cette escarmouche mineure, le domaine des Tsugaru prouvait sa défection à l’Ōuetsu Reppan Dōmei et sa fidélité à la cause impériale. Les forces de Tsugaru ont plus tard rejoint l’armée impériale en attaquant la république d’Ezo à Hakodate. En conséquence, le clan entier était en mesure d’éviter la punition infligé par le gouvernement sur les domaines nordiques après l’établissement du gouvernement de Meiji.
Le 6 novembre 1869, le domaine de Hirosaki a envoyé deux émissaires à Noheji, pour rencontrer les chefs du village de Makado. Les émissaires ont déclaré que le clan Tsugaru avait été forcé d’attaquer Noheji sous la pression du domaine de Saga, et ont offert du riz et du bois pour la reconstruction du village.